# Kornel Ujejski

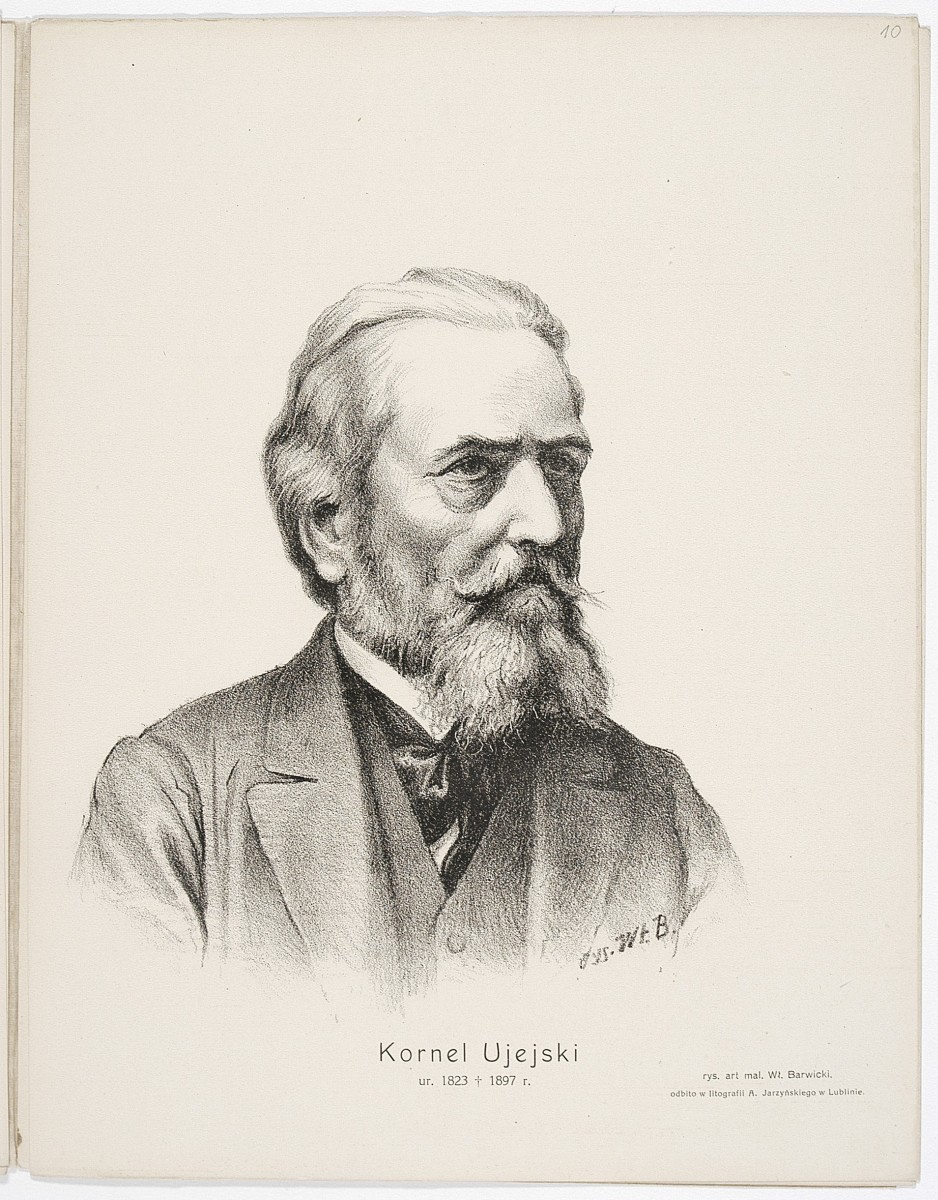
Kornel Ujejski

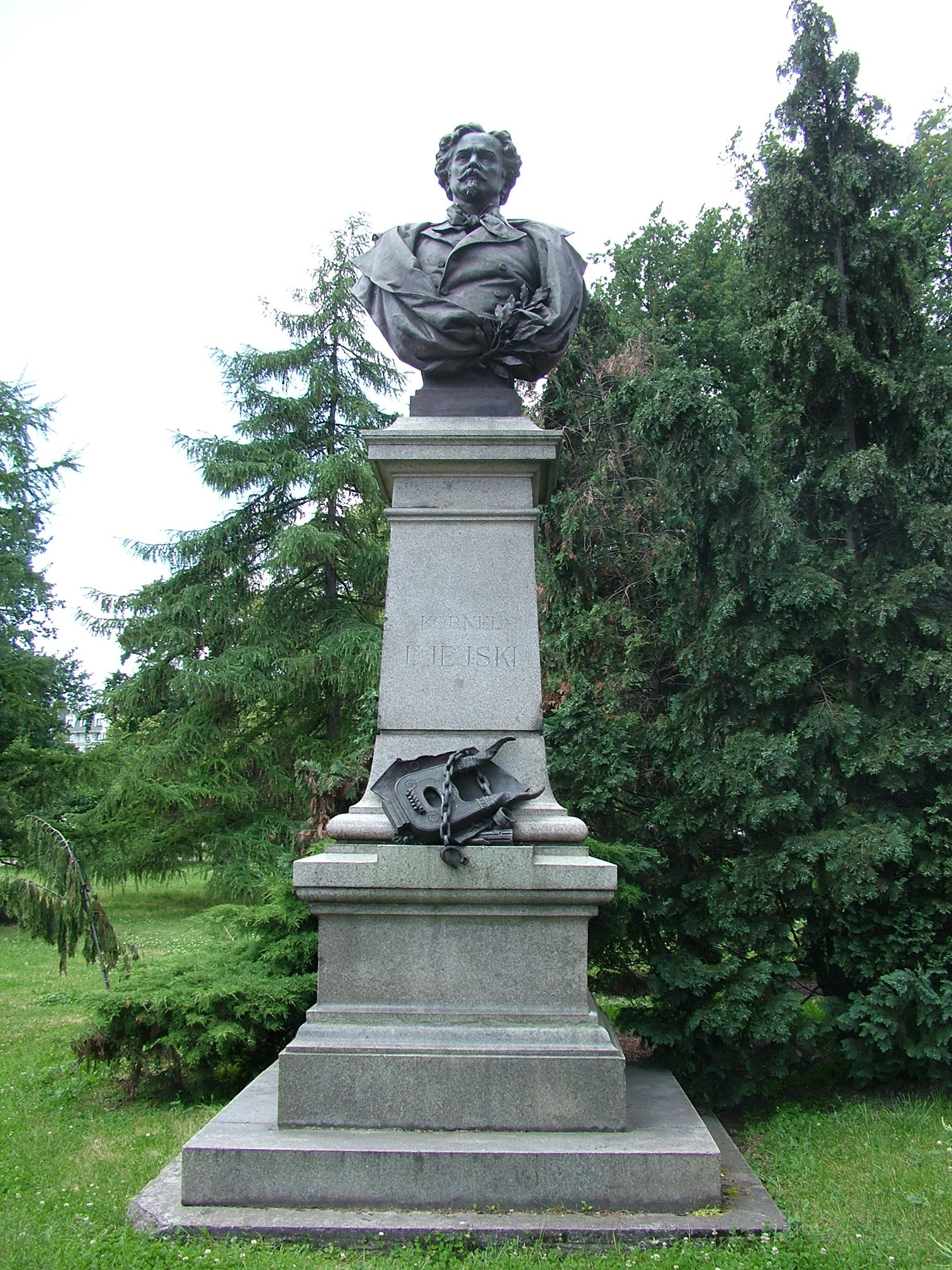
Tượng đài Kornel Ujejski ở Szczecin, Ba Lan

Kornel Ujejski (sinh ngày 12 tháng 9 năm 1823 tại Beremyany, Galicia, Áo – mất ngày 19 tháng 9 năm 1897 tại Pavliv lân cận Lviv, Galicia, Áo), hay Cornelius Ujejski, là một nhà thơ và nhà yêu nước người Ba Lan. Ông đồng thời là một nhà văn chính luận của Đế quốc Áo và Đế quốc Áo-Hung. Kornel Ujejski được mệnh danh là "nhà thơ cuối cùng vĩ đại nhất của chủ nghĩa văn học lãng mạn ở Ba Lan".
Kornel Ujejski đã tham gia vào cuộc đấu tranh giành độc lập cho Ba Lan sau khi quốc gia này bị các nước láng giềng (Đế quốc Nga, Phổ và Áo) chia cắt và xoá khỏi bản đồ Châu Âu. Năm 1846, bị xúi giục của Chính phủ Áo trong Cuộc nổi dậy Kraków, các nông dân Galicia đã tàn sát hàng nghìn người thuộc tầng lớp quý tộc. Kornel Ujejski sau đó đã bày tỏ cảm giác phẫn nộ trong bài thơ Chora, về sau trở thành một trong những tác phẩm thể hiện lòng yêu nước nổi tiếng trong thời kỳ bấy giờ.
Các bài thơ và bài chính luận của Kornel Ujejski phản ánh chân thực tình hình chính trị bị chia cắt của Ba Lan thời kỳ đó. Ngoài việc truyền tải thông điệp yêu nước, các tác phẩm còn có mục đích cổ vũ người dân Ba Lan trong cuộc chiến đấu giành lại độc lập.
Năm 1849, Kornel Ujejski kết hôn với Henryka, nhũ danh Komorowska.

## Tác phẩm tiêu biểu
- Maraton (Marathon, 1845)
- Pieśni Salomona (The Songs of Solomon, 1846)
- Skargi Jeremiego (The Complaints of Jeremy, 1847)
- Do Moskali (To the Muscovites, 1862)
- Tłumaczenia Szopena (Translations of Chopin, 1866)